# Paisley terrier
El Paisley Terrier era una raza de perro tipo terrier que ahora se encuentra extinta. Se caracterizaba por su pelaje denso y ondulado, que solía ser de color marrón, negro o azul. Esta raza era conocida por su personalidad alegre y juguetona, así como por su inteligencia y facilidad de entrenamiento.
El Paisley Terrier fue criado originalmente para cazar ratones y otros pequeños animales en las granjas escocesas. Con el tiempo, se convirtió en un popular compañero de compañía debido a su personalidad amigable y lealtad.
Este perro tenía un tamaño mediano, midiendo entre 30 y 40 cm de altura y pesando entre 6 y 8 kg. 
El Paisley Terrier era un perro muy activo y necesitaba ejercicio diario para mantenerse en forma. Además, era un perro muy inteligente y respondía bien al entrenamiento.

## Historia
En un libro escrito en 1894, el autor especula que el Paisley Terrier fue creado por colombófilos en Glasgow que seleccionaron Skye Terriers con pelajes largos y sedosos "hasta que se reprodujeron bastante".
Al describir el Paisley Terrier en 1894, Rawdon Lee escribe que "Aunque puede matar ratas y tal vez otras alimañas, el Paisley Terrier es esencialmente un perro mascota y, por lo general, se mantiene como tal". La raza era principalmente una mascota, y también era un perro de exhibición popular. En 1903, se hace referencia a la raza como "el perro de un colombófilo, un deporte de la raza Skye Terrier" y, a pesar de que algunos colombófilos de la época afirmaban que la raza tenía "la resistencia y la aptitud para el trabajo del terrier ... es evidente que un perro con un pelaje que parece seda es simplemente un juguete". Los propietarios y criadores en el siglo XIX otorgaban un gran valor al hermoso pelaje azul y tostado, y cubrían  el cabello sobre sus ojos para mantener el pelaje luciendo lo mejor posible para las exposiciones caninas.
El Kennel Club reconoció al Paisley Terrier en 1888 como una variedad del Skye Terrier, a pesar de que en 1887 se habían realizado clases de exhibición separadas para los dos tipos. Sin embargo, hubo tan pocas entradas que el Kennel Club no continuó alentando a ofrecer la categoría en otras exposiciones.
El éxito de la raza como perro de exhibición puede haber llevado a su declive. Los jueces otorgarían premios a los perros con un pelaje largo y atractivo, ya que el largo del pelaje era un factor principal en los Skye Terriers. Los Paisley, criados para pelajes largos pero suaves (inútiles para un perro de trabajo ), ganarían los premios. Los colombófilos de Skye Terrier se opusieron al tipo que se muestra con Skyes, ya que consideraban que los Paisley eran razas mixtas o posiblemente cruzadas con Dandie Dinmont Terriers. El interés de los colombófilos disminuyó y la raza comenzó a desaparecer.
Un libro publicado en 1918 describe a los Paisley Terriers como poco comunes y "dudo que alguna vez veas uno en los Estados Unidos". Pero con la disponibilidad de registros de perros basados en Internet que registrarán razas con poca o ninguna documentación, combinado con el apetito del público por mascotas únicas o raras , es probable que haya intentos de reconstituir la raza.[cita requerida]